# Hugonia grandiflora
Hugonia grandiflora är en linväxtart som beskrevs av N. Robson. Hugonia grandiflora ingår i släktet Hugonia och familjen linväxter. Inga underarter finns listade i Catalogue of Life.